# Georg Büchner
Karl Georg Büchner (Goddelau pokraj Darmstadta, 17. listopada 1813. – Zürich, 19. veljače 1837.), njemački književnik.

## Životopis
Prožet idealima Francuske revolucije,napisao je 1834. godine letak Hesenski glasnik (Der Hessische Landbote) u kojemu je pozvao seljake Hessenske kneževine da učine ono što su učinili seljaci u Francuskoj. Blizak je romantizmu, na sceni se služio drastičnim kontrastima, a rado se služio groteskom i zvučnim dijalozima. Bio je student medicine i prirodnih znanosti, urotnik, bjegunac i pisac prvoga revolucionarističkog političkog letka u Njemačkoj, a znao je da nema napretka bez obaranja feudalizma.

## Djela
- Hesenski zemaljski glasnik (Der Hessische Landbote, 1834.), revolucionarni proglas[1]
- Dantonova smrt (Dantons Tod, 1835.), povijesna drama[2]
- Lenz (1835.), novela[3]
- Leonce i Lena (Leonce und Lena, 1836.) satirička igra
- Woyzeck (1835. – 1837.), drama[4]

Büchnerova djela često se izvode, a neka su i ekranizirana.

## Baština i spomen
Najuglednije njemačko književno priznanje koje od 1923. godine dodjeljuje Njemačka akademija za jezik i književnost (Deutsche Akademie für Sprache und Dichtung) nosi naziv Nagrada Georga Büchnera (Georg-Büchner-Preis).

## Vanjske poveznice
Ostali projekti
|  | Zajednički poslužitelj ima stranicu o temi Georg Büchner    |
|  | Zajednički poslužitelj ima još gradiva o temi Georg Büchner |

Mrežna mjesta
- Georg Büchner, Hesenski zemaljski glasnik (srp.)
- Miljenko Jergović, Woyzeck: lik koji će stotinjak godina kasnije dočekati svoje pravo doba, Jutarnji list
- Oliver Frljić, Georg Büchner: "Dantonova smrt", programska knjižica predstave, Dubrovačke ljetne igre 2012.